# 阖闾
闔閭（約前537年—前496年），姬姓，名光，號闔閭（一作闔廬）。春秋时吴国第24任君主，前514年～前496年在位，被《荀子·王霸》列为春秋五霸之一。

## 簡介
阖闾，原稱公子光，为吴王余眛之子，司马迁在《史记·吴太伯世家》中认为是吴王诸樊之子。前515年，在伍子胥策划下，以宴请吴王僚之机，派专诸刺杀吳王僚，夺取吴国王位；又使要离刺杀吳王僚之子庆忌，以绝后患。
- 闔閭三年（前512年），與伍子胥、伯嚭起兵攻楚，殺死掩餘、燭庸。冬天，吳王藉故「二公子事件」，派孫武、伍子胥滅了徐國和鍾吾國。《韓非子·五蠹》載有：「徐偃王處漢東，地方五百里，行仁義。割地而朝者三十有六國。荊文王恐其害己也，舉兵伐徐，遂滅之。」
- 闔閭四年（前511年），攻下楚國的六和灊兩邑。
- 闔閭五年（前510年），擊敗越國。
- 闔閭六年（前509年），吳國在豫章擊敗楚國令尹囊瓦來犯的軍隊，奪取居巢（一說闔閭七年[3]）。
- 闔閭九年（前506年）柏舉之戰，阖闾重用大臣孙武、伍子胥等为将，发兵六万，联合唐、蔡二国攻楚，五戰破楚，入楚國首都郢（今湖北江陵北），楚民因費無極弄權，民不聊生，吳破楚都時，楚之百姓夾道歡迎，此時楚國幾乎滅亡。後，伍子胥掘楚平王墓，鞭屍三百，以報其父兄伍奢、伍尚之仇，但此舉激怒全楚軍民，加上闔閭姦淫楚之國母（楚平王夫人、楚昭王母，秦哀公女），秦女自盡，外加阖闾弟夫概強抓民女進行姦淫，令逃亡多日之楚昭王盛怒止逃，登呼楚之軍民，欲與吳軍死戰。
- 闔閭十年（前505年），秦国因闔閭姦淫楚之國母出兵救楚；越国趁機伐吴；阖闾弟夫概見闔閭，卻仍不願離開楚境，反而日日浸淫楚女卻不得自己參予，故先於楚境騙信吳王，欲為戰秦之先鋒，帶走精兵一萬後，火速返回吳國騙取留守太子終累之信任，將太子關押大牢，自立为王；闔閭因無力抵抗秦國援軍與楚國之義軍，聽信孫武建言，搬師回姑蘇；已稱王之阖闾弟夫概後因孫武的計策，被帶兵回國的阖闾擊敗，流放不得再歸吳國境內。
- 闔閭十一年（前504年），闔閭回國後，日盛驕橫，命奸臣伯嚭多次加重賦稅，只為建享樂用之宮殿姑蘇臺，並疏遠百姓愛戴之太子終累、伍子胥與孫武，造成大量流民出逃吳國，後遣亦同好大喜功之次子夫差攻楚，取番。
- 闔閭十九年（前496年），越侯允常病死，阖闾攻越，战于檇李（今浙江嘉興西南）。檇李之戰越軍採取偷襲戰術，阖闾中箭，伤腳大拇指，傷重不治，死前囑子夫差勿忘殺父之仇。

## 家庭
- 弟：夫概（投楚）
- 子：公子波、公子山、夫差
- 女：叔姬寺吁[4]、滕玉[5]

## 影视形象
- 1994年上映的电影《將邪神劍》中，阖闾由王道飾演。

- 1996年上映的电视剧《東周列國·春秋篇》中，阖闾由李慶祥飾演。

- 1997年上映的电视剧《孫武》中，阖闾由張甲田飾演。

- 1997年上映的电视剧《大刺客之魚腸劍》中，阖闾由戴志偉飾演。

- 2007年上映的电视剧《臥薪嘗膽》中，阖闾由楊在葆飾演。

- 2009年上映的电视剧《兵聖》中，阖闾由涂們飾演。

- 2011年上映的电视剧《孫子大傳》中，阖闾由尤勇飾演。

- 2012年上映的电视剧《西施秘史》中，阖闾由吳京安飾演。

## 外部連結
| 前任： 伯父僚 | 吳國君主 前514年—前496年 | 繼任： 子夫差 |